# Rose bonbon (film)
Pour les articles homonymes, voir Rose bonbon.
Pour plus de détails, voir Fiche technique et Distribution.
Rose bonbon (Pretty in Pink en version originale) est un film américain réalisé par Howard Deutch, sorti en 1986.

## Synopsis
Au sein d'un lycée chic, les élèves sont divisés : les « riches » d'un côté, avec leur beaux costumes et leurs fêtes, et les « pauvres » de l'autre — musique punk, et rébellion. Andie tente d'y survivre tant bien que mal, grâce à son esprit d'indépendance, son père, et surtout ses amis, Duckie, Jena et également Iona, patronne foldingue de la boutique de vinyles où Andie travaille après les cours. Un jour, Blane, du camp des « riches », fait son entrée. S'ensuivront disputes, histoire d'amour, pleurs, réconciliations, jusqu'au tant attendu bal de promo.

## Fiche technique
- Titre : Rose bonbon
- Titre original : Pretty in Pink
- Réalisation : Howard Deutch
- Scénario : John Hughes
- Musique : Michael Gore
- Genre : comédie dramatique, teen movie
- Pays de production :  États-Unis
- Durée : 96 minutes
- Production : Michael Chinich et John Hughes
- Date de sortie :
  - France : 4 juin 1986

## Distribution
- Molly Ringwald (VF : Séverine Morisot) : Andie Walsh
- Harry Dean Stanton (VF : Gilles Segal) : Jack Walsh
- Jon Cryer (VF : Bernard Soufflet) : Duckie (Phil Dale)
- Annie Potts (VF : Françoise Dorner): Iona
- James Spader (VF : Michel Mella) : Steff
- Andrew McCarthy (VF : Jean-François Vlerick) : Blane McDonough
- Jim Haynie : Donnelly
- Alexa Kenin (en) : Jena Holman
- Kate Vernon : Benny
- Emily Longstreth : Cathy
- Andrew "Dice" Clay (VF : Patrick Poivey): Videur
- Margaret Colin : Professeur
- Jamie Anders : Terrence
- Gina Gershon : Camarade de classe
- Bader Howar : Vendeuse
- Christian Jacobs : le voleur de cassette
- Audre Johnston : Mère de Benny
- Mélanie Manos : Invitée
- Maggie Roswell : Mme Dietz
- Dweezil Zappa : Simon
- Karen Laine : Fille au boîte aux lettres
- Kristy Swanson : Duckette
- Kevin D.Lindsay : Kevin

## Box-office
En France, le film est resté trois semaines dans le top 30 hebdomadaire avec un cumul de 80 881 entrées depuis sa sortie

## Bande originale
1. If You Leave (en) (Andy McCluskey, Paul Humphreys, Martin Cooper) -	Orchestral Manoeuvres in the Dark -	4:25
2. Left of Center (en) (Suzanne Vega, Steve Addabbo (en)) - Suzanne Vega avec Joe Jackson au piano - 3:33
3. Get to Know Ya (Johnson) - Jesse Johnson - 3:34
4. Do Wot You Do (Andrew Farriss, Michael Hutchence) - INXS - 3:16
5. Pretty in Pink (Richard Butler, John Ashton, Roger Morris, Tim Butler, Duncan Kilburn et Vince Ely) - The Psychedelic Furs - 4:40
6. Shellshock (New Order, John Robie (en)) - New Order - 6:04
7. Round, Round (Neville Keighley (en)) - Belouis Some (en) - 4:07
8. Wouldn't It Be Good (Nik Kershaw) - Danny Hutton Hitters (en) - 3:44
9. Bring On the Dancing Horses (en) (Will Sergeant, Ian McCulloch, Les Pattinson, Pete de Freitas) - Echo and the Bunnymen - 3:59
10. Please, Please, Please, Let Me Get What I Want (en) (Johnny Marr, Morrissey) - The Smiths - 1:51

## Commentaires
- La chanson Pretty in Pink interprétée par le groupe anglais The Psychedelic Furs donne, dans la version originale, son titre au film. Elle figure, dans une version différente, sur l'album Talk Talk Talk sorti en 1981. Le groupe a enregistré une nouvelle version pour le film.

- Wouldn't it Be Good, interprétée par Danny Hutton Hitters (en) (groupe formé par l'ancien chanteur de Three Dog Night), est une reprise de Nik Kershaw.

- Bring On the Dancing Horses (en), sorti précédemment en single en 1985, apparaît déjà sur la compilation Songs to Learn and Sing (en) d'Echo and the Bunnymen.

- Please, Please, Please, Let Me Get What I Want (en) de The Smiths est, à l'origine, la face B du single William, It Was Really Nothing sorti en 1984 et figure sur la compilation Hatful of Hollow parue la même année.

- La BO de Rose bonbon est classée 11e des 25 meilleures bandes originales de tous les temps selon le magazine Rolling Stone[2].

- Plusieurs chansons entendues dans le film ne figurent pas sur le disque, comme What's It Going To Be (Maggie Lee), Love (John Lennon), Thieves Like Us et Elegia (New Order), Try a Little Tenderness (Otis Redding) et Cherish (en) (The Association)[3]